# Aristida stocksii
Aristida stocksii är en gräsart som först beskrevs av Joseph Dalton Hooker, och fick sitt nu gällande namn av Karel Domin. Aristida stocksii ingår i släktet Aristida och familjen gräs. Inga underarter finns listade i Catalogue of Life.